# Ланцова Вас
Ланцова Вас (словен. Lancova vas) — поселення в общині Видем, Подравський регіон‎, Словенія.